# Turistická značená trasa 7231
 Turistická značená trasa 7231 je 3,5 km dlouhá žlutě značená trasa Klubu českých turistů v okrese Trutnov spojující severní část Trutnova s Cestou bratří Čapků. Její převažující směr je severovýchodní.

## Průběh trasy
Turistická trasa má svůj počátek v trutnovské čtvrti Horní Staré Město na rozcestí se zeleně značenou trasou 4216 z Janských Lázní do Žacléře. Trasa přechází Úpu a pokračuje ulicí K Bělidlu v souběhu s modře značenou trasou 1820 spojující Rýchory s centrem Trutnova na konec městské zástavby, kde souběh končí. Odtud stoupá lesem po asfaltové komunikaci střídavě severním a severovýchodním směrem do jihozápadního úbočí vrchu Baby na rozcestí opět se zeleně značenou trasou 4216 vedoucí sem alternativním směrem a červeně značenou Cestou bratří Čapků vedoucí z Trutnova na Pomezní Boudy. Na tomto rozcestí trasa končí.